# Portunus

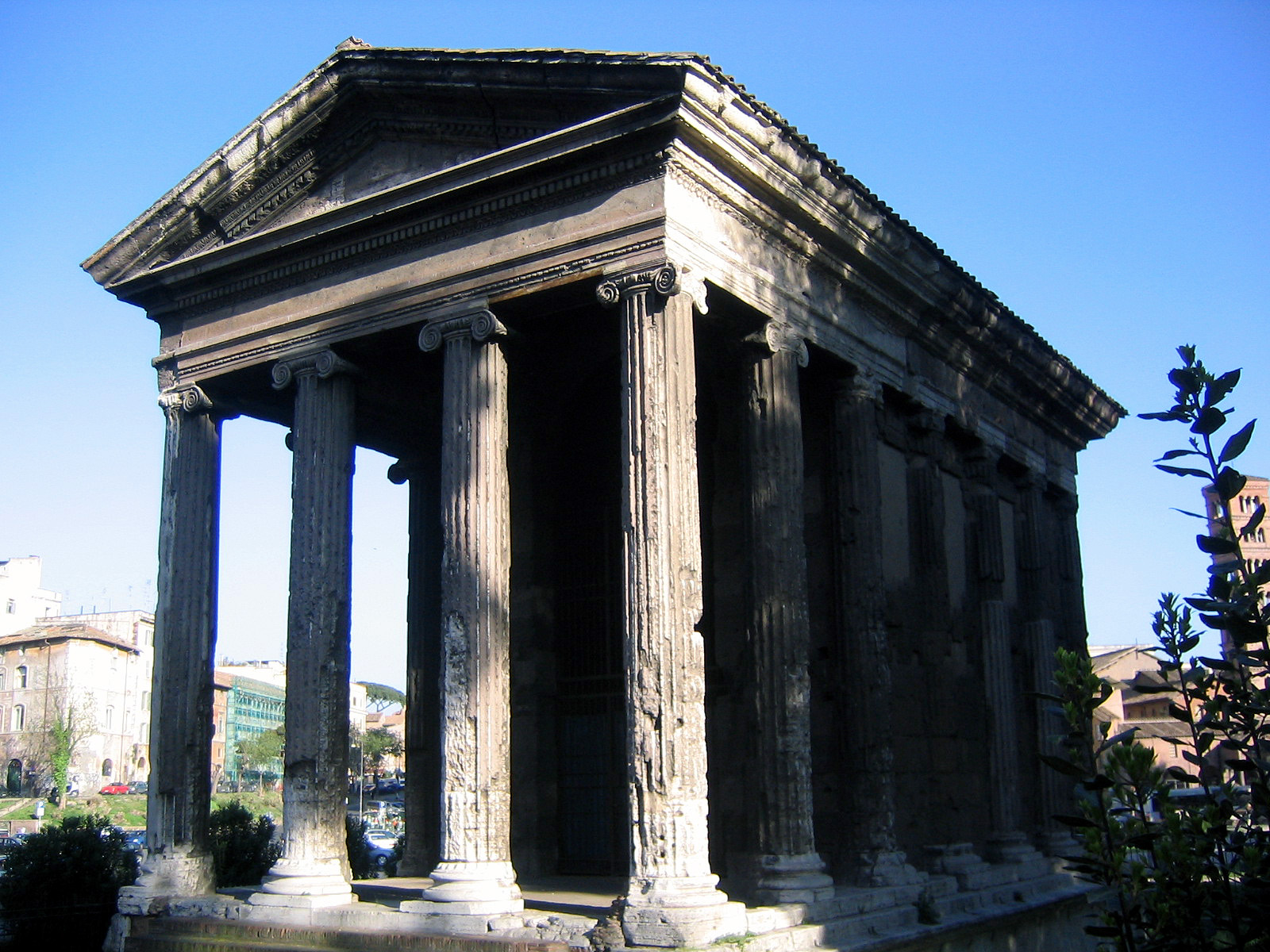
Portunus temploma Rómában

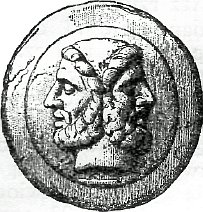

Portunus a kulcsok, ajtók, állatok és kikötők ősi római istene volt. Nagy tiszteletet adtak neki és később Ianussal együtt ábrázolták (Ianus: a kezdet és a vég istene).

## A mitológia története
Eredetileg valószínűleg a raktárakat védte, ahol a gabonát tárolták, de később a kikötőkhöz kapcsolódott, talán a "kapu", a kapu és a "kikötő kapuja", a portus értelmében. Portunus később a görög Palaemonhoz kapcsolódott.
Giuliano Bonfante nyelvtudós szerint a kultusznak és az nevének jelentése alapján nagyon ősi istenségnek kell lennie, és olyan korszakra nyúlik vissza, amikor a latinok már lakóépületekben laktak. Azt állítja, hogy latinul a porta (ajtó, kapu) és a portus (kikötő) etimológiája ugyanabból a gyökérből ered.
Ünnepét augusztus 17-én tartották. Az istenség fő temploma a Portunus Templom Róma városában, a Forum Boáriumban található.
Portunus szorosan kapcsolódik Janus istenhez, akivel sok, funkciót és kulcsát osztja meg. Ő is kétfejű lényként szerepelt, mindegyik fej ellenkező irányba nézett, érméken és hajókon. Úgy tekintették, mint "deus portuum portarumque praeses" (a kikötök és kapuk Istene.)
Az ókori lexikon szerint is római istenség, a kikötők védelmezője, alighanem Janus egyik mellékalakja volt. Syncretismus korában Iuno fiával, Palaemonnal azonosították. Szobrain, különösen éremképein, kulcsot tart a kezében.
Tiberis kikötővárosban, a kikötőbe vezető híd közelében volt egy temploma, melyben évről-évre augusztus 17-én a Portumnaliákat ünnepelték.